# Ulrich Viehöver
Ulrich Viehöver (* 29. Juni 1947 in Stuttgart) ist ein deutscher Journalist und Autor. Er lebt in Stuttgart.

## Leben und Wirken
Ulrich Viehöver wuchs in Stuttgart auf. Nach seiner Ausbildung als Verlagsbuchhändler sammelte er berufliche Erfahrungen (u. a. in Barsortiment und Versicherung). Nach dem Studium der Betriebswirtschaft (Schwerpunkte: Handelsmarketing, Genossenschaftswesen, Mitarbeiterbeteiligungen) führte er eine Studie über das Notrufsystem im Straßenverkehr bei der Björn-Steiger-Stiftung in Kooperation mit dem Bundesamt für Straßenwesen durch. Im Jahre 1976 startete Viehöver seine journalistische Karriere als Wirtschaftsredakteur bei den Stuttgarter Nachrichten. Danach folgten Stationen bei der Wirtschaftswoche in Düsseldorf und Stuttgart, dann bei Focus, Werben & Verkaufen und Forbes (jeweils München). Ab 2000 folgte eine freiberufliche Tätigkeit für u. a. Die Zeit, Automobilwoche, Stuttgarter Zeitung und Kontext: Wochenzeitung. Für die Telebörse arbeitete er u. a. als Redaktions-Coach.
Viehövers journalistisches Themenspektrum reicht von der Verbrauchs- und Gebrauchsindustrie, der Nachrichten- und Computerbranche über das Genossenschaftswesen, den Handel, Bau und Brau bis zur Vermögenspolitik. Ebenso bearbeitete er Auslandsthemen (Arabien / Golfstaaten, USA, Schweiz).
In jüngerer Zeit spezialisierte er sich auf die Branchen Automobilindustrie (einschl. Zulieferer), Maschinen- und Anlagenbau, Luftfahrt sowie die Mittelständische Industrie. Viehöver engagiert sich auch als journalistischer PR-Berater für diverse Unternehmen.

## Schriften (Auswahl)
- Hermann G. Abmayr, Robert Kurz, Ulrich Viehöver, Winfried Wolf: Der große Crash. Der Kollaps unserer Autogesellschaft. Schüren Presse, Marburg 1994, ISBN 3-89472-129-4.
- Ferdinand Porsche. In: Hermann G. Abmayr (Hrsg.): Stuttgarter NS-Täter. Vom Mitläufer bis zum Massenmörder. Schmetterling-Verlag, Stuttgart 2003, ISBN 978-3-89657-136-6, S. 238–267[4][5]
- Ressort Wirtschaft (= Reihe Praktischer Journalismus. Bd. 47). UVK-Verlags-Gesellschaft, Konstanz 2003, ISBN 3-89669-338-7.
- Der Porsche Chef. Wendelin Wiedeking – mit Ecken und Kanten an die Spitze. Campus, Frankfurt am Main u. a. 2006, ISBN 3-593-37207-X.[6]
- Die EinflussReichen. Henkel, Otto und Co – Wer in Deutschland Geld und Macht hat. Campus, Frankfurt am Main u. a. 2006, ISBN 3-593-37667-9.
- Der geliebte Nazi-Tüftler. In: Kontext: Wochenzeitung, 17. Februar 2018 (Digitalisat) (Rezension der Porsche-Biographie von Wolfram Pyta, Nils Havemann und Jutta Braun)
- Gefangen in Porsches Normbaracke. In: Kontext: Wochenzeitung, 18. April 2018 (Digitalisat)
- Porsche, Piëch, Nazi-Profite. In: Kontext: Wochenzeitung, 23. Mai 2018 (Digitalisat)